# Receptor 5-HT1E
Receptor 5-HT1E, receptor serotoninowy 1E – białko ludzkie, o dużej ekspresji, tworzące receptor związany z białkiem G. Należy do rodziny receptorów 5-HT1 (receptorów serotoninowych związanych z białkiem Gi). Ludzki gen kodujący białko określa się jako HTR1E.

## Funkcja
Funkcja receptora 5-HT1E pozostaje nieznana z powodu braku selektywnych ligandów farmakologicznych, specyficznych przeciwciał lub też dogodnych modeli zwierzęcych. Gen kodujący ten receptor nie wykazuje wśród ludzi polimorfizmu (istnieje kilka mutacji). Wskazuje to na wysoki stopień konserwatyzmu ewolucyjnego sekwencji tego genu, co sugeruje, że receptor 5-HT1E pełni u człowieka ważną fizjologiczną funkcję. Stworzono hipotezę, zgodnie z którą receptor 5-HT1E zaangażowany jest w regulację pamięci u ludzi z uwagi na jego obfite występowanie w korze czołowej, hipokampie i opuszce węchowej. Wszystkie te struktury mózgu biorą udział w regulacji pamięci.
Jest to receptor unikatowy wśród receptorów serotoninowych, jako że nie stwierdzono jego ekspresji u szczurów ani myszy. Żaden z tych gatunków zwierząt nie ma w ogóle genu kodującego receptor 5-HT1E. Natomiast homologiczny z ludzkim gen występuje u świni, rezusa, pewnych zajęczaków (np. królika), jak też u świnki morskiej. Ostatnie z wymienionych stworzeń wydaje się najlepszym kandydatem dla przyszłych badań funkcji receptora 5-HT1E prowadzonych in vivo. Ekspresja rzeczonego receptora w mózgu tego zwierzęcia potwierdzona została farmakologicznie. Co więcej, wzorce ekspresji receptora 5-HT1E w mózgach tego stworzenia i człowieka wydają się być podobne.
Najbliższym krewnym receptora 5-HT1E jest 5-HT1F. Wykazują one homologię sekwencji aminokwasowej na poziomie 57%. Mają też pewne wspólne cechy farmakologiczne. Oba stanowią receptory metabotropowe związane z białkiem Gi, posiadającym aktywność inhibitora cyklazy adenylowej. Oba wykazują duże powinowactwo do serotoniny, niskie natomiast dla 5-karboksyamidotryptaminy i mesulerginy. Jednak z uwagi na duże różnice we wzorcach ekspresji w mózgu nie wydaje się prawdopodobne, aby te receptory pełniły podobne funkcje u człowieka. Dla przykładu receptor 5-HT1E występuje obficie w hipokampie, ale nie daje się wykryć w prążkowiu, przeciwnie do receptora 5-HT1F. W związku z powyższym wniosków dotyczących roli receptora 5-HT1E nie można rozciągnąć na funkcję receptora 5-HT1F, i vice versa.

## Ligandy selektywne
Nie są znane obecnie selektywne ligandy receptora 5-HT1E. [3H]5-HT pozostaje jedynym radioligandem o wysokim powinowactwie do tego receptora 5-HT1E (5nM).

### Agonisty
- BRL-54443, czyli 5-hydroksy-3-(1-metylopiperydyn-4-ylo)-1H-indol – mieszany agonista (także receptora 5-HT1E/1F)

### Antagonisty
Obecnie nie są znane.